# Polyrhachis ugiensis
Polyrhachis ugiensis är en myrart som beskrevs av Mann 1919. Polyrhachis ugiensis ingår i släktet Polyrhachis och familjen myror. Inga underarter finns listade i Catalogue of Life.